# بیژن کوشکی

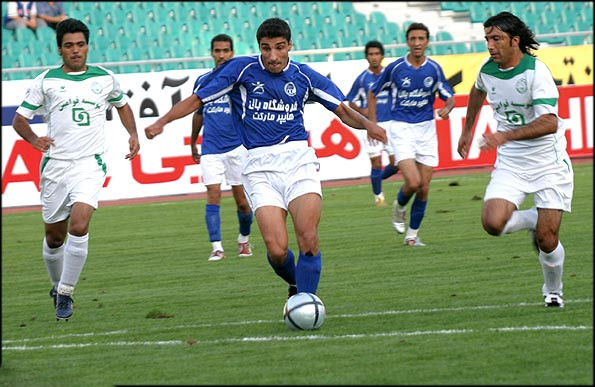
بیژن کوشکی بازیکن سمت راست مقابل استقلال با لباس پاس

بیژن کوشکی (زادهٔ ۳ تیر ۱۳۵۸ در معمولان) بازیکن فوتبال پیشین ایرانی است که برای باشگاه فوتبال استقلال تهران در پست مدافع بازی می‌کرد. او در سال ۱۳۹۱ از دنیای فوتبال خداحافظی کرد. او در سال ۱۴۰۱ به آلمان پناهنده شده‌است.

## سابقهٔ باشگاهی
او سابقه حضور در تیم‌های ابومسلم، پاس، استقلال تهران و مس کرمان را دارد.

### استقلال
کوشکی در سال ۱۳۸۶ از باشگاه پاس همدان جدا شد و به استقلال تهران پیوسته بود.
وی ۴ سال در تیم استقلال حضور داشت در اواخر حضور او در این تیم به دلیل حواشی ایجاد شده استقلال را ترک کرد و به تیم مس کرمان پیوست.

## حاشیه‌ها
پس از تساوی تیم‌های پرسپولیس و استقلال، امیر قلعه‌نویی به شدت با کوشکی مدافع تیمش درگیری لفظی پیدا کرد. تیم‌های استقلال و پرسپولیس به تساوی یک بر یک رسیدند. در پایان مسابقه، امیر قلعه‌نویی که تیمش در دقیقه ۸۷ گل تساوی را خورده بود، به سوی بیژن کوشکی رفت و با الفاظ شدیدی از عملکرد وی انتقاد کرد. سرمربی استقلال معتقد بود روی گل پرسپولیس که علی کریمی به ثمر رساند، کوشکی مقصر اصلی بود و نباید بازیکنان حریف را تنها می‌گذاشت.
در ادامه در حالی که خبرنگاران رسانه‌ها برای پوشش خبری می‌خواستند وارد تونل ورزشگاه شوند، مأموران نیروی انتظامی با ورود آن‌ها مخالفت کردند. همین موضوع باعث ایجاد درگیری لفظی بین آن‌ها و تعدادی از مأموران شد. سرانجام با صحبت‌های خبرنگاران، آن‌ها موفق شدند برای تهیهٔ گزارش و مصاحبه وارد شوند. در این هنگام کوشکی که از چگونگی برخورد سرمربی تیمش و انتقادات شدید وی عصبانی بود، به هنگام خروج از رختکن با سؤال نمایندهٔ یکی از رسانه‌ها مبنی بر «علت انتقاد امیر قلعه‌نویی» مواجه شد اما وی به جای پاسخ دادن به این سؤال به درگیری فیزیکی با خبرنگار پرداخت. البته دخالت به موقع محمود فکری و مهدی امیرآبادی مانع از پیشروی این درگیری شد.

## در حال حاضر
این مدافع پیشین باشگاه استقلال در تاریخ ۱۵ مهر ۱۴۰۱ اعلام کرد که به آلمان پناهنده شده‌است. او پیش از خروج از ایران در آکادمی پاس قوامین به عنوان مربی آکادمی فوتبال فعالیت می‌کرد. بیژن کوشکی رسماً از فوتبال خداحافظی کرده‌است.

## افتخارات
- نایب قهرمانی در لیگ برتر به همراه پاس تهران
- قهرمانی در جام حذفی ۸۷–۱۳۸۶ به همراه تیم استقلال تهران
- قهرمانی در لیگ برتر فوتبال ایران ۸۸–۱۳۸۷ به همراه تیم استقلال تهران
- نایب قهرمانی درلیگ برتر فوتبال ایران ۹۰-۱۳۸۹ به همراه تیم استقلال تهران